# Équipe de Belgique de football en 1901
Maillots
Chronologie
Saison précédente Saison suivante
L'équipe de Belgique de football en 1901 est la première sélection représentant la Belgique à disputer une rencontre internationale sur son territoire. Elle remporte largement la victoire (8-0) face à une sélection néerlandaise à Anvers, le 28 avril.

## Coupe Van den Abeele

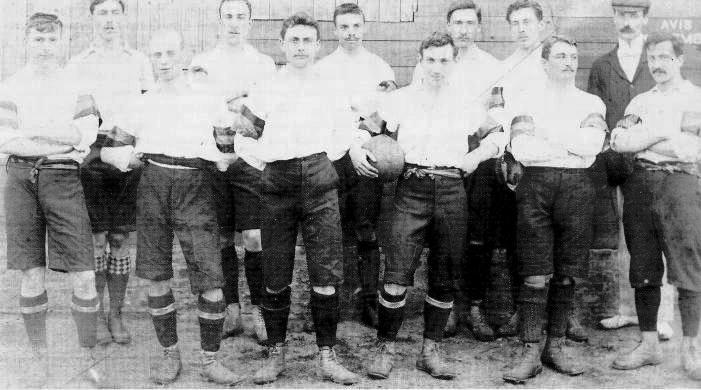
1ère sélection belge, le 28 avril 1901 (match non officiel).
Derrière, à partir de la gauche: Harry Menzies (FC Liégeois), Georges Simon (A&RC Bruxelles), Fernand Defalle (Gardien - FC Liégeois), Hughes Ryan (Léopold CB), Gustave Pelgrims (Léopold CB), Charles Maggee (Arbitre - Beerschot).
Devant, à partir de la gauche: Herbert Potts (Beerschot), Jan Robyns (Beerschot), Ernest Gillon (A&RC Bruxelles), Albert Friling (Capitaine - Beerschot), Lucien Londot (FC Liégeois), Walter Potts (Beerschot).

Dès la période de Pâques 1900, le Royal Léopold Football Club organise au Kiel d'Anvers un tournoi international réservé aux clubs baptisé Coupe Van der Straeten-Ponthoz,. Le Beerschot, sur le terrain duquel se dispute la coupe, entend lui aussi mettre sur pied un événement similaire,.
Le 11 octobre 1900, Jorge Diaz, président d'honneur du club et futur entraîneur de l'équipe nationale, offre dès lors un second challenge pour voir s'affronter à Anvers les meilleures équipes d'Europe. Les organisateurs rencontrent cependant des difficultés car le projet ne soulève pas l'enthousiasme des clubs. Une alternative est alors proposée : faire s'affronter les sélections des meilleurs joueurs du championnat belge et de nations étrangères. Frédéric Van den Abeele, dont le fils était le secrétaire du Beerschot, offre un trophée à remettre aux vainqueurs. Le tournoi se résume finalement à une seule partie entre une sélection belge et une sélection néerlandaise constituée de joueurs de Celeritas et de deux autres clubs rotterdamois de deuxième division, Rapiditas et Olympia, et rassemblée par un ex-footballeur de Rotterdam, Cees van Hasselt (nl),.
La sélection belge, choisie lors d'un vote secret par des représentants des clubs affiliés à l'Union belge des Sociétés de Sports athlétiques (UBSSA), est rendue publique le 6 mars : gardien de but : Max Kahn (A&RC Bruxelles); arrières : Alphonse Renier (Racing CB) et Albert Friling (Beerschot); demis : Hughes Ryan (Léopold CB), Gustave Pelgrims (Léopold CB) et Camille Van Hoorden (Racing CB); avants : Ernest Gillon (A&RC Bruxelles), Paul Chibert (Racing CB), Walter Potts (Beerschot), René Feye (Racing CB) et Herbert Potts (Beerschot).
C'est ainsi que se déroule, le 28 avril 1901 devant 300 spectateurs, le tout premier match d'une équipe de Belgique de football, même si celle-ci était agrémentée de quelques éléments britanniques dont notamment les deux buteurs. La rencontre se conclut par une large victoire (8-0),,, pour les futurs Diables Rouges. La Fédération néerlandaise (KNVB) n'avait toutefois pas pu faire appel à ses meilleurs éléments de niveau international, ceux-ci étant accaparés par des rencontres pour le compte du championnat des Pays-Bas. Si elle comportait quelques très bon joueurs, la sélection n'a pas fait le poids face aux Belges. Certains des joueurs sélectionnés au départ côté belge sont curieusement absents et remplacés dans l'équipe pour des raisons inconnues, probablement pour blessure ou indisponibilité professionnelle. On peut néanmoins remarquer qu'aucun des quatre joueurs désignés du Racing Club de Bruxelles ne figure dans le onze de départ et ceci pourrait être expliqué par le fait que la veille eût lieu une rencontre, à Bruxelles, entre l'Union saint-gilloise et l'équipe anglaise du Tunbridge Wells, cependant celle-ci s'est avérée incomplète et le Racing avait fourni les remplaçants nécessaires.
Afin de se préparer au mieux, le « team Van den Abeele » avait au préalable disputé un match d'entraînement le 23 mars à Bruxelles face aux Royal Fusiliers d'Hamdslow.

### Le match
| Non officiel Coupe Van den Abeele         | Belgique            | 8 - 0   | Pays-Bas | Kiel Anvers, Belgique                        |                                              |
| 28 avril 1901 · Historique des rencontres | H. Potts · W. Potts | (2 – 0) |          | Spectateurs : 300 Arbitrage : Charles Maggee | Spectateurs : 300 Arbitrage : Charles Maggee |

### Les joueurs
| Joueurs          | Joueurs                              | Non officiel |
| ---------------- | ------------------------------------ | ------------ |
| Gardiens de but  |                                      |              |
| Fernand Defalle  | FC Liégeois                          | 90           |
| Défenseurs       |                                      |              |
| Albert Friling   | Beerschot AC                         | 90           |
| Georges Simon    | Athletic & Running Club de Bruxelles | 90           |
| Milieux          |                                      |              |
| Jan Robyns       | Beerschot AC                         | 90           |
| Gustave Pelgrims | Léopold Football Club                | 90           |
| Hughes Ryan      | Léopold Football Club                | 90           |
| Attaquants       |                                      |              |
| Ernest Gillon    | Athletic & Running Club de Bruxelles | 90           |
| Harry Menzies    | FC Liégeois                          | 90           |
| Lucien Londot    | FC Liégeois                          | 90           |
| Herbert Potts    | Beerschot AC                         | 90           |
| Walter Potts     | Beerschot AC                         | 90           |

## Sources